# Tremosine sul Garda
Tremosine sul Garda (en Brescià: Tremuzen) és un comune de la província italiana de Brescia, a la Llombardia, a prop del llac de Garda . És un dels "I Borghi più belli d'Italia" ("Els pobles més bells d'Itàlia").
Està dividit en 18 frazioni; Pieve és la frazione on hi ha l'ajuntament. Vesio és la més gran. Campione és una frazione famosa pels esports aquàtics, com el kitesurf, i és l'única a la vora del llac de Garda.

## Història
El primer assentament humà a la zona es remunta al Neolític. La presència d’una vegetació exuberant i d’aigua abundant va afavorir la migració de poblacions provinents del sud del llac de Garda. Tanmateix, no es disposa de dades sobre el període comprès entre el 3000 aC i l’arribada dels romans. Durant l’època romana, Tremosine esdevingué un lloc d’estiueig privilegiat, on diversos ciutadans benestants hi construïren vil·les.
Va passar a formar part de la República de Venècia el 1426. Les principals activitats a Tremosine eren l'agricultura (oliveres, vinyes i fruites) i la ramaderia (cabres, vaques i rucs). També hi havia una petita indústria del ferro i una cova de manganès a Sermerio. A San Michele i Val di Brasa hi havia centres metal·lúrgics on era possible utilitzar energia hidràulica.

## Frazioni
Arias, Bazzanega, Cadignano, Campione, Castone, Mezzema, Musio, Pieve (la Frazione principal), Pregasio, Priezzo, Secastello, Sermerio, Sompriezzo, Ustecchio, Vesio, Villa, Voiandes, Voltino